# 아나 카테리나 모라리우
아나 카테리나 모라리우(Ana Caterina Morariu, 1980년 11월 20일 ~ )는 루마니아 출신의 이탈리아의 배우이다.